# Толоконцево (Костромская область)
Толоконцево — деревня в Нерехтском районе Костромской области. Входит в состав Волжского сельского поселения.

## География
Находится в юго-западной части Костромской области на расстоянии приблизительно 29 км на восток по прямой от районного центра города Нерехта менее чем в 2 км от правого берега Волги.

## История
Известна с 1872 года, когда здесь было учтено 13 дворов, в 1907 году отмечено было 17 дворов. Ныне имеет дачный характер.

## Население
Постоянное население составляло 72 человека (1872 год), 52 (1897), 87 (1907), 0 как в 2002 году, так и в 2022.